# FidAR – Frauen in die Aufsichtsräte
FidAR – Frauen in die Aufsichtsräte (eigene Schreibweise FidAR e.V.) ist ein überparteilicher, bundesweit tätiger gemeinnütziger Verein mit Sitz in Berlin. Seit seiner Gründung setzt sich FidAR für Geschlechterparität in Führungs- und Kontrollgremien deutscher Unternehmen ein. Kernforderung an die Politik ist die Ausweitung der verbindlichen gesetzlichen Regelungen („Führungspositionengesetz III“).

## Geschichte
Die Initiative entstand 2005 aus einem Kreis von Managerinnen, Unternehmerinnen und Politikerinnen um die damalige Unternehmensberaterin Monika Schulz-Strelow. Am 7. November 2006 wurde der Verein offiziell gegründet und in das Vereinsregister eingetragen. 2008 verabschiedete FidAR die erste FidAR‑Deklaration mit der Forderung nach einer gesetzlichen Frauenquote in Aufsichtsräten.
2011 veröffentlichte FidAR erstmals den Women‑on‑Board‑Index (WoB‑Index), der seither jährlich die Frauenanteile in Aufsichtsräten und Vorständen großer börsennotierter sowie paritätisch mitbestimmter Unternehmen ausweist. Das Engagement des Vereins wurde 2015 beim Beschluss des ersten Führungspositionengesetzes (FüPoG) und dessen Novelle 2021 (FüPoG II) vielfach als Impulsgeber genannt.

## Organisation

### Vorstand
Der Vorstand wird gemäß Satzung alle drei Jahre von der Mitgliederversammlung gewählt. Die aktuelle Amtsperiode (2024–2027) besteht aus:
- Anja Seng (Präsidentin)
- Silke Robeller (Vizepräsidentin)
- Tamara Kaes (Mitglied des Vorstands)

Die Gründungspräsidentin Monika Schulz‑Strelow ist Ehrenvorsitzende des Vereins.

### Mitglieder
FidAR zählt rund 1.400 persönliche Mitglieder (Stand: Mai 2025). Die Mitgliedschaft steht Frauen und Männern offen; seit 2021 können Unternehmen den Verein zusätzlich als Fördermitglieder unterstützen.

## Ziele
FidAR verfolgt das Leitmotiv „Parität in Führungspositionen“. Dazu fordert der Verein
- die Ausweitung der gesetzlichen Vorgaben des FüPoG II auf eine größere Anzahl an Unternehmen – konkret auf alle börsennotierten Unternehmen oder solche mit mehr als 500 Beschäftigten (Führungspositionengesetz III),
- die Überführung des Mindestbeteiligungsgebots im Vorstand in eine mit dem Aufsichtsrat vergleichbare Geschlechterquote,
- verbindliche Transparenz über Zielgrößen und deren Erreichung,
- die Umsetzung von Sanktionen bei Nichterfüllung.

Diese Forderungen sind im Positionspapier 2025 zusammengefasst.

## Studien und Indizes

### Women‑on‑Board‑Index 185
Der WoB‑Index 185 vergleicht seit 2011 den Frauenanteil in den Aufsichtsräten und Vorständen der 160 DAX‑, MDAX‑ und SDAX‑Konzerne sowie den am regulierten Markt notierten, paritätisch mitbestimmten Unternehmen. Aktuell (Juli 2025) liegt bei den quotenpflichtigen Unternehmen der Frauenanteil bei
- 38,6 % im Aufsichtsrat und
- 22,9 % im Vorstand.

### Public Women‑on‑Board‑Index
Der seit 2015 publizierte Public WoB‑Index untersucht Beteiligungsunternehmen des Bundes und der Länder. In der 2024er‑Ausgabe erreicht der Frauenanteil in den Aufsichtsgremien 38,9 %.

### Länderindizes
Ergänzend veröffentlicht FidAR länderspezifische Studien, darunter
- Public WoB‑Index Nordrhein-Westfalen (2024, Förderer: **MKJFGFI NRW**),[8]
- WoB‑Index Niedersachsen (2024, gefördert vom Niedersächsischen Ministerium für Soziales, Gesundheit und Gleichstellung).[9]

Zudem erscheinen zwei Praxisleitfäden zur Umsetzung der Führungspositionengesetze in privaten und öffentlichen Unternehmen.

## Aktivitäten
- FidAR‑Forum – jährliche Fach‑ und Netzwerkkonferenz in Berlin (seit 2009).
- Women‑on‑Board‑Award – Auszeichnung für besonders engagierte Unternehmen.
- Parlamentarische Formate – etwa Frühstücke im Deutschen Bundestag und Workshops rund um das FüPoG.
- NextGen‑Programm – Formate für Nachwuchs‑Führungskräfte.
- Rund 100 regionale und bundesweite Veranstaltungen pro Jahr (2024).[11]

## Kooperationen
FidAR ist Mitglied des zivilgesellschaftlichen Bündnisses Berliner Erklärung, in dem 22 Frauenverbände gemeinsam gleichstellungspolitische Ziele vertreten.